# Pavel Novotný (germanista)
Pavel Novotný (* 1. prosince 1976) je český básník, překladatel, germanista, pedagog, působí na Katedře německého jazyka Pedagogické fakulty na Technické univerzitě v Liberci. Je autorem řady básnických sbírek, například „Havarijní řád“, „Tramvestie“ nebo „Zevnitř“, společně s Helenou Skalickou napsal prózu „A to si pak můžeš řikat, co chceš“. Sbírku „Tramvestie“ zpracoval též jako libreto pro stejnojmennou operu Petra Wajsara (Nová scéna ND, 2019). Vytvořil řadu radiofonických kompozic pro Český rozhlas Vltava (ČRo3), např. kompozici „Vesmír“. Přeložil např. básnický cyklus „Zánik Titaniku“ Hanse Magnuse Enzensbergera, společně s Nikolou Mizerovou též Enzensbergerovo „Mauzoleum. Sedmatřicet balad z dějin pokroku“ a antologii legendární „Wiener Gruppe“. Jako literární vědec se zabývá literární koláží a montáží, dále problematikou tzv. akustické literatury a experimentální rozhlasové hry.

## Ocenění
- Národní cena Prix Bohemia Radio 2010[1] za kompozici Vesmír pro ČRo3.
- Magnesia Litera za poezii 2021[2] za básnickou sbírku Zápisky z garsonky.
- Dresdner Lyrikperis 2022 Archivováno 2. 11. 2022 na Wayback Machine.